# Małe Wieszczyce
Małe Wieszczyce – osada w Polsce położona w województwie kujawsko-pomorskim, w powiecie tucholskim, w gminie Kęsowo.
W latach 1975–1998 miejscowość administracyjnie należała do województwa bydgoskiego.